# Mésange buissonnière
Psaltriparus minimus
Genre
Espèce
Statut de conservation UICN

 LC  : Préoccupation mineure
La mésange buissonnière (Psaltriparus minimus) ou orite buissonnière, est une espèce de passereaux de la famille des ægithalidés, l'unique représentante en Amérique du Nord et du genre Psaltriparus.
La sous-espèce melanotis est également appelée mésange masquée.

répartition

## Comportement
Les mésanges buissonnières vivent en groupes jusqu'à 40 individus et les mâles célibataires aident les couples avec leurs enfants.
Source :
Wingspan  